# Danh sách đơn vị hành chính cấp hương của Quảng Đông

## Quảng Đông

### Quảng Châu
| Thành phố cấp phó tỉnh Quảng Châu quản lí trực tiếp 11 đơn vị hành chính cấp huyện, toàn bộ đều là quận. Các quận này được chia thành 177 đơn vị hành chính cấp hương, bao gồm 142 nhai đạo và 35 trấn. | |
| Lệ Loan | Nhai đạo |
| Lệ Loan | Sa Diện, Lĩnh Nam, Hoa Lâm, Đa Bảo, Xương Hoa, Phùng Nguyên, Long Tân, Kim Hoa, Thải Hồng, Nam Nguyên, Tây Thôn, Trạm Tiền, Kiều Trung, Bạch Hạc Động, Trùng Khẩu, Hoa Địa, Thạch Vi Đường, Trà Khiếu, Đông Giáo, Hải Long, Đông Sa, Trung Nam |
| Việt Tú | Nhai đạo |
| Việt Tú | Hồng Kiều, Bắc Kinh, Lục Dung, Lưu Hoa, Quang Tháp, Nhân Dân, Đông Sơn, Nông Lâm, Mai Hoa Thôn, Hoàng Hoa Cương, Hoa Nhạc, Kiến Thiết, Đại Đường, Châu Quang, Đại Đông, Bạch Vân, Đăng Phong, Khoáng Tuyền                                     |
| Hải Châu | Nhai đạo |
| Hải Châu | Xích Cương, Tân Cảng, Xương Cương, Giang Nam, Tân Giang, Tố Xã, Hải Tràng, Nam Hoa Tây, Long Phượng, Sa Viên, Nam Thạch Đầu, Phượng Dương, Thụy Bảo, Giang Hải, Bà Châu, Nam Châu, Hoa Châu, Quan Châu                                         |
| Thiên Hà | Nhai đạo |
| Thiên Hà | Ngũ Sơn, Viên Thôn, Xa Pha, Sa Hà, Thạch Bài, Sa Đông, Thiên Hà Nam, Lâm Hòa, Hưng Hoa, Đường Hạ, Thiên Viên, Liệp Đức, Tiển Thôn, Nguyên Cương, Hoàng Thôn, Trường Hưng, Long Động, Phượng Hoàng, Tiền Tiến, Châu Cát, Tân Đường              |
| Bạch Vân | Nhai đạo |
| Bạch Vân | Tam Nguyên Lý, Tùng Châu, Cảnh Thái, Đồng Đức, Hoàng Thạch, Đường Cảnh, Tân Thị, Đồng Hòa, Kinh Khê, Vĩnh Bình, Gia Hòa, Quân Hòa, Thạch Tỉnh, Kim Sa, Vân Thành, Hạc Long, Bạch Vân Hồ, Thạch Môn, Long Quy, Đại Nguyên                       |
| Bạch Vân | Trấn |
| Bạch Vân | Nhân Hòa, Thái Hòa, Chung Lạc Đàm, Giang Cao |
| Hoàng Phố | Nhai đạo |
| Hoàng Phố | Hoàng Phố, Hồng Sơn, Ngư Châu, Đại Sa, Văn Trùng, Tuệ Đông, Nam Cương, Trường Châu, Hạ Cảng, La Cương, Vân Bộ, Liên Hòa, Vĩnh Hòa, Trường Lĩnh, Cửu Phật, Long Hồ                                                                              |
| Hoàng Phố | Trấn |
| Hoàng Phố | Tân Long |
| Phiên Ngung | Nhai đạo |
| Phiên Ngung | Thị Kiều, Sa Đầu, Đông Hoàn, Kiều Nam, Tiểu Cốc Vi, Đại Thạch, Lạc Phổ, Thạch Bích, Chung Thôn, Đại Long |
| Phiên Ngung | Trấn |
| Phiên Ngung | Nam Thôn, Tân Tạo, Hóa Long, Thạch Lâu, Sa Loan, Thạch Cơ |
| Hoa Đô | Nhai đạo |
| Hoa Đô | Tân Hoa, Hoa Thành, Tú Toàn, Tân Nhã |
| Hoa Đô | Trấn |
| Hoa Đô | Thê Điện, Hoa Sơn, Hoa Đông, Thán Bộ, Xích Nê, Sư Lĩnh |
| Nam Sa | Nhai đạo |
| Nam Sa | Nam Sa, Châu Giang, Long Huyệt |
| Nam Sa | Trấn |
| Nam Sa | Vạn Khoảnh Sa, Hoành Lịch, Hoàng Các, Đông Dũng, Đại Cương, Lãm Hạch |
| Tùng Hóa | Nhai đạo |
| Tùng Hóa | Nhai Khẩu, Giang Bộ, Thành Giao |
| Tùng Hóa | Trấn |
| Tùng Hóa | Ôn Tuyền, Lương Khẩu, Lữ Điền, Thái Bình, Ngao Đầu |
| Tăng Thành | Nhai đạo |
| Tăng Thành | Lệ Thành, Tăng Giang, Chu Thôn, Vĩnh Ninh, Lệ Hồ, Ninh Tây |
| Tăng Thành | Trấn |
| Tăng Thành | Tân Đường, Thạch Than, Trung Tân, Chính Quả, Phái Đàm, Tiểu Lâu, Tiên Thôn |

### Thiều Quan
| Thành phố cấp địa khu Thiều Quan quản lí 10 đơn vị hành chính cấp huyện, trong đó quản lí trực tiếp 3 quận, 4 huyện, 1 huyện tự trị và quản lí đại thể 2 thành phố cấp huyện. Các đơn vị hành chính cấp huyện này được chia thành 105 đơn vị hành chính cấp hương, bao gồm 10 nhai đạo, 94 trấn và 1 hương. | |
| Vũ Giang | Nhai đạo |
| Vũ Giang | Tân Hoa, Huệ Dân |
| Vũ Giang | Trấn |
| Vũ Giang | Tây Liên, Tây Hà, Long Quy, Giang Loan, Trọng Dương |
| Trinh Giang | Nhai đạo |
| Trinh Giang | Đông Hà, Xa Trạm, Phong Thải |
| Trinh Giang | Trấn |
| Trinh Giang | Tân Thiều, Nhạc Viên, Thập Lý Đình, Lê Thị, Hoa Bình |
| Khúc Giang | Nhai đạo |
| Khúc Giang | Tùng Sơn |
| Khúc Giang | Trấn |
| Khúc Giang | Mã Bá, Đại Đường, Phong Loan, Tiểu Khanh, Sa Khê, Ô Thạch, Chương Thị, Bạch Thổ, La Khanh                                                                                   |
| Thủy Hưng | Trấn |
| Thủy Hưng | Thái Bình, Mã Thị, Trừng Giang, Đốn Cương, La Bá, Ti Tiền, Ải Tử, Thành Nam, Thẩm Sở                                                                                        |
| Thủy Hưng | Hương |
| Thủy Hưng | Thâm Độ Thủy |
| Nhân Hóa | Nhai đạo |
| Nhân Hóa | Đan Hà |
| Nhân Hóa | Trấn |
| Nhân Hóa | Văn Thiều, Phù Khê, Trường Giang, Thành Khẩu, Hồng Sơn, Thạch Đường, Đổng Đường, Đại Kiều, Chu Điền, Hoàng Khanh                                                            |
| Ông Nguyên | Trấn |
| Ông Nguyên | Long Tiên, Bá Tử, Giang Vĩ, Quan Độ, Chu Pha, Ông Thành, Tân Giang, Thiết Long                                                                                              |
| Tân Phong | Nhai đạo |
| Tân Phong | Phong Thành |
| Tân Phong | Trấn |
| Tân Phong | Hoàng Thế, Mã Đầu, Mai Khanh, Sa Điền, Diêu Điền, Hồi Long |
| Nhũ Nguyên | Trấn |
| Nhũ Nguyên | Nhũ Thành, Nhất Lục, Quế Đầu, Lạc Dương, Đại Bố, Đại Kiều, Đông Bình, Du Khê, Tất Bối                                                                                       |
| Lạc Xương | Nhai đạo |
| Lạc Xương | Lạc Thành |
| Lạc Xương | Trấn |
| Lạc Xương | Bắc Hương, Cửu Phong, Lang Điền, Trường Lai, Mai Hoa, Tam Khê, Bình Thạch, Hoàng Phố, Ngũ Sơn, Lưỡng Giang, Sa Bình, Vân Nham, Tú Thủy, Đại Nguyên, Khánh Vân, Bạch Thạch   |
| Nam Hùng | Nhai đạo |
| Nam Hùng | Hùng Châu |
| Nam Hùng | Trấn |
| Nam Hùng | Ô Kính, Giới Chỉ, Bình Điền, Hoành Khanh, Đặng Phường, Du Sơn, Nam Mẫu, Thủy Khẩu, Giang Đầu, Hồ Khẩu, Châu Cơ, Chủ Điền, Cổ Thị, Toàn An, Bách Thuận, Lan Hà, Mạo Tử Phong |

### Thâm Quyến
| Thành phố cấp phó tỉnh Thâm Quyến quản lí trực tiếp 9 đơn vị hành chính cấp huyện, toàn bộ đều là quận. Các quận này được chia thành 74 đơn vị hành chính cấp hương, toàn bộ các đơn vị hành chính cấp hương này đều là các nhai đạo. | |
| La Hồ | Nhai đạo |
| La Hồ | Quế Viên, Hoàng Bối, Đông Môn, Thúy Trúc, Nam Hồ, Duẩn Cương, Đông Hồ, Liên Đường, Đông Hiểu, Thanh Thủy Hà                                  |
| Phúc Điền | Nhai đạo |
| Phúc Điền | Nam Viên, Viên Lĩnh, Phúc Điền, Sa Đầu, Hương Mật Hồ, Mai Lâm, Liên Hoa, Hoa Phú, Phúc Bảo, Hoa Cường Bắc                                    |
| Nam Sơn | Nhai đạo |
| Nam Sơn | Nam Đầu, Nam Sơn, Sa Hà, Xà Khẩu, Chiêu Thương, Việt Hải, Đào Nguyên, Tây Lệ                                                                 |
| Bảo An | Nhai đạo |
| Bảo An | Tân An, Tây Hương, Hàng Thành, Phúc Vĩnh, Phúc Hải, Sa Tỉnh, Tân Kiều, Tùng Cương, Yến La, Thạch Nham                                        |
| Long Cương | Nhai đạo |
| Long Cương | Bình Hồ, Bình Địa, Quỳ Dũng, Đại Bằng, Nam Úc, Nam Loan, Phản Điền, Bố Cát, Long Thành, Long Cương, Hoành Cương, Cát Hoa, Bảo Long, Viên Sơn |
| Diêm Điền | Nhai đạo |
| Diêm Điền | Mai Sa, Diêm Điền, Sa Đầu Giác, Hải Sơn |
| Long Hoa | Nhai đạo |
| Long Hoa | Quan Hồ, Dân Trị, Long Hoa, Đại Lãng, Phúc Thành, Quan Lan                                                                                   |
| Bình Sơn | Nhai đạo |
| Bình Sơn | Bình Sơn, Mã Loan, Bích Lĩnh, Thạch Tỉnh, Khanh Tử, Long Điền                                                                                |
| Quang Minh | Nhai đạo |
| Quang Minh | Quang Minh, Công Minh, Tân Hồ, Phượng Hoàng, Ngọc Đường, Mã Điền                                                                             |

### Châu Hải
| Thành phố cấp địa khu Châu Hải quản lí trực tiếp 3 đơn vị hành chính cấp huyện, toàn bộ đều là quận. Các quận này được chia thành 25 đơn vị hành chính cấp hương, bao gồm 10 nhai đạo và 15 trấn. |                                                                                           |
| Hương Châu | Nhai đạo                                                                                  |
| Hương Châu | Thúy Hương, Mai Hoa, Tiền Sơn, Cát Đại, Củng Bắc, Hương Loan, Sư Sơn, Loan Tử, Phượng Sơn |
| Hương Châu | Trấn                                                                                      |
| Hương Châu | Đường Gia Loan, Nam Bình, Hoành Cầm, Quế Sơn, Vạn Sơn, Đam Can                            |
| Đẩu Môn | Nhai đạo                                                                                  |
| Đẩu Môn | Bạch Đằng                                                                                 |
| Đẩu Môn | Trấn                                                                                      |
| Đẩu Môn | Liên Châu, Đấu Môn, Càn Vụ, Bạch Tiêu, Tỉnh Ngạn                                          |
| Kim Loan | Trấn                                                                                      |
| Kim Loan | Tam Táo, Nam Thủy, Hồng Kỳ, Bình Sa                                                       |

### Sán Đầu
| Thành phố cấp địa khu Sán Đầu quản lí trực tiếp 7 đơn vị hành chính cấp huyện, bao gồm 6 quận và 1 huyện. Các đơn vị hành chính cấp huyện này được chia thành 67 đơn vị hành chính cấp hương, bao gồm 37 nhai đạo và 30 trấn. | |
| Long Hồ | Nhai đạo |
| Long Hồ | Kim Hà, Châu Trì, Tân Tân, Âu Đinh, Long Tường, Ngoại Sa, Long Hoa, Tân Khê, Tân Hải, Long Đằng                                    |
| Kim Bình | Nhai đạo |
| Kim Bình | Thạch Pháo Đài, Kim Sa, Đông Phương, Đại Hoa, Quang Hoa, Quảng Hạ, Kỳ Sơn, Đà Liên, Đà Giang, Nguyệt Phổ, Tiểu Công Viên, Kim Đông |
| Hào Giang | Nhai đạo |
| Hào Giang | Đạt Hào, Mã Diếu, Hạc Thạch, Quảng Úc, Tân Hải, Hà Phổ, Ngọc Tân                                                                   |
| Triều Dương | Nhai đạo |
| Triều Dương | Văn Quang, Miên Bắc, Thành Nam, Kim Phổ                                                                                            |
| Triều Dương | Trấn |
| Triều Dương | Hải Môn, Hà Khê, Hòa Bình, Tây Lư, Quan Phụ, Cốc Nhiêu, Quý Tự, Đồng Vu, Kim Táo                                                   |
| Triều Nam | Nhai đạo |
| Triều Nam | Hạp Sơn |
| Triều Nam | Trấn |
| Triều Nam | Tỉnh Đô, Thành Điền, Ti Mã Phổ, Trần Điếm, Lưỡng Anh, Tiên Thành, Lư Cương, Hồng Tràng, Lôi Lĩnh, Lũng Điền                        |
| Trừng Hải | Nhai đạo |
| Trừng Hải | Phượng Tường, Quảng Ích, Trừng Hoa                                                                                                 |
| Trừng Hải | Trấn |
| Trừng Hải | Thượng Hoa, Long Đô, Liên Hạ, Liên Thượng, Khê Nam, Đông Lý, Diêm Hồng, Liên Hoa                                                   |
| Nam Áo | Trấn |
| Nam Áo | Hậu Trạch, Vân Úc, Thâm Úc |

### Phật Sơn
| Thành phố cấp địa khu Phật Sơn quản lí 5 đơn vị hành chính cấp huyện, toàn bộ đều là quận. Các quận này được chia thành 32 đơn vị hành chính cấp hương, bao gồm 11 nhai đạo và 21 trấn. |                                                                |
| Thiền Thành | Nhai đạo                                                       |
| Thiền Thành | Thạch Loan Trấn, Trương Tra, Tổ Miếu                           |
| Thiền Thành | Trấn                                                           |
| Thiền Thành | Nam Trang                                                      |
| Nam Hải | Nhai đạo                                                       |
| Nam Hải | Quế Thành                                                      |
| Nam Hải | Trấn                                                           |
| Nam Hải | Cửu Giang, Tây Tiều, Đan Táo, Sư Sơn, Đại Lịch, Lý Thủy        |
| Thuận Đức | Nhai đạo                                                       |
| Thuận Đức | Luân Giáo, Lặc Lưu, Đại Lượng, Dung Quế                        |
| Thuận Đức | Trấn                                                           |
| Thuận Đức | Trần Thôn, Bắc Khiếu, Nhạc Tòng, Long Giang, Hạnh Đàn, Quân An |
| Tam Thủy | Nhai đạo                                                       |
| Tam Thủy | Tây Nam, Vân Đông Hải                                          |
| Tam Thủy | Trấn                                                           |
| Tam Thủy | Đại Đường, Nhạc Bình, Bạch Nê, Lô Bao, Nam Sơn                 |
| Cao Minh | Nhai đạo                                                       |
| Cao Minh | Hà Thành                                                       |
| Cao Minh | Trấn                                                           |
| Cao Minh | Dương Hòa, Minh Thành, Canh Hợp                                |

### Giang Môn
| Thành phố cấp địa khu Giang Môn quản lí 7 đơn vị hành chính cấp huyện, trong đó quản lí trực tiếp 3 quận và quản lí đại thể 4 thành phố cấp huyện. Các đơn vị hành chính cấp huyện này được chia thành 73 đơn vị hành chính cấp hương, bao gồm 12 nhai đạo và 61 trấn. | |
| Bồng Giang | Nhai đạo |
| Bồng Giang | Bạch Sa, Triều Liên, Hoàn Thị |
| Bồng Giang | Trấn |
| Bồng Giang | Đường Hạ, Hà Đường, Đỗ Nguyễn |
| Giang Hải | Nhai đạo |
| Giang Hải | Giang Nam, Ngoại Hải, Lễ Nhạc |
| Tân Hội | Nhai đạo |
| Tân Hội | Hội Thành |
| Tân Hội | Trấn |
| Tân Hội | Đại Trạch, Ti Tiền, La Khanh, Song Thủy, Nhai Môn, Sa Đôi, Cổ Tỉnh, Tam Giang, Mục Châu, Đại Ngao                                                          |
| Đài Sơn | Nhai đạo |
| Đài Sơn | Đài Thành |
| Đài Sơn | Trấn |
| Đài Sơn | Đại Giang, Thủy Bộ, Tứ Cửu, Bạch Sa, Tam Hợp, Trùng Lâu, Đấu Sơn, Đô Hộc, Xích Khê, Đoan Phân, Quảng Hải, Hải Yến, Vấn Thôn, Thâm Tỉnh, Bắc Đẩu, Xuyên Đảo |
| Khai Bình | Nhai đạo |
| Khai Bình | Tam Phụ, Trường Sa |
| Khai Bình | Trấn |
| Khai Bình | Sa Đường, Thương Thành, Long Thắng, Đại Sa, Mã Cương, Đường Khẩu, Xích Khảm, Bách Hợp, Hiện Cương, Kim Kê, Nguyệt Sơn, Xích Thủy, Thủy Khẩu                |
| Hạc Sơn | Nhai đạo |
| Hạc Sơn | Sa Bình |
| Hạc Sơn | Trấn |
| Hạc Sơn | Long Khẩu, Nhã Dao, Cổ Lao, Đào Nguyên, Hạc Thành, Cộng Hòa, Chỉ Sơn, Trạch Ngô, Song Hợp                                                                  |
| Ân Bình | Nhai đạo |
| Ân Bình | Ân Thành |
| Ân Bình | Trấn |
| Ân Bình | Hoành Pha, Thánh Đường, Lương Tây, Sa Hồ, Ngưu Giang, Quân Đường, Đại Điền, Na Cát, Đại Hòe, Đông Thành                                                    |

### Trạm Giang
| Thành phố cấp địa khu Trạm Giang quản lí 9 đơn vị hành chính cấp huyện, trong đó quản lí trực tiếp 4 quận, 2 huyện và quản lí đại thể 3 thành phố cấp huyện. Các đơn vị hành chính cấp huyện này được chia thành 121 đơn vị hành chính cấp hương, bao gồm 37 nhai đạo, 82 trấn và 2 hương. | |
| Xích Khảm | Nhai đạo |
| Xích Khảm | Trung Hoa, Thốn Kim, Dân Chủ, Trung Sơn, Sa Loan, Điều Thuận, Nam Kiều, Bắc Kiều |
| Hà Sơn | Nhai đạo |
| Hà Sơn | Giải Phóng, Ái Quốc, Công Nông, Hữu Nghị, Tân Hưng, Hải Tân, Kiến Thiết, Đông Tân, Tân Viên, Hải Đầu, Tuyền Trang, Nhạc Hoa                                                                     |
| Pha Đầu | Nhai đạo |
| Pha Đầu | Nam Điều, Ma Tà |
| Pha Đầu | Trấn |
| Pha Đầu | Nam Tam, Pha Đầu, Càn Đường, Long Đầu, Quan Độ |
| Ma Chương | Nhai đạo |
| Ma Chương | Đông Sơn, Đông Giản, Dân An |
| Ma Chương | Trấn |
| Ma Chương | Ma Chương, Thái Bình, Hồ Quang, Nao Châu |
| Toại Khê | Trấn |
| Toại Khê | Toại Thành, Hoàng Lược, Dương Thanh, Giới Pháo, Nhạc Dân, Giang Hồng, Dương Cam, Thành Nguyệt, Ô Đường, Kiến Tân, Lĩnh Bắc, Bắc Pha, Cảng Môn, Thảo Đàm, Hà Đầu                                 |
| Từ Văn | Nhai đạo |
| Từ Văn | Từ Thành |
| Từ Văn | Trấn |
| Từ Văn | Mại Trần, Hải An, Khúc Giới, Tiền Sơn, Tây Liên, Hạ Kiều, Long Đường, Hạ Dương, Cẩm Hòa, Hòa An, Tân Liêu, Nam Sơn                                                                              |
| Từ Văn | Hương |
| Từ Văn | Thành Bắc, Giác Vĩ |
| Liêm Giang | Nhai đạo |
| Liêm Giang | La Châu, Thành Nam, Thành Bắc |
| Liêm Giang | Trấn |
| Liêm Giang | Thạch Thành, Tân Dân, Cát Thủy, Hà Thần, Thạch Giác, Lương Động, Hoành Sơn, An Phô, Doanh Tử, Thanh Bình, Xa Bản, Cao Kiều, Thạch Lĩnh, Nhã Đường, Thạch Cảnh, Trường Sơn, Đường Bồng, Hòa Liêu |
| Lôi Châu | Nhai đạo |
| Lôi Châu | Lôi Thành, Tây Hồ, Tân Thành |
| Lôi Châu | Trấn |
| Lôi Châu | Bạch Sa, Thẩm Đường, Khách Lộ, Dương Gia, Đường Gia, Xí Thủy, Kỷ Gia, Tùng Trúc, Nam Hưng, Lôi Cao, Đông Lý, Điều Phong, Long Môn, Anh Lợi, Bắc Hòa, Ô Thạch, Đàm Đấu, Phụ Thành                |
| Ngô Xuyên | Nhai đạo |
| Ngô Xuyên | Mai Lục, Đường Vĩ, Đại Sơn Giang, Bác Phô, Hải Tân |
| Ngô Xuyên | Trấn |
| Ngô Xuyên | Thiển Thủy, Trường Kỳ, Đàm Ba, Vương Thôn Cảng, Chấn Văn, Chương Phô, Ngô Dương, Đường Chuyết, Hoàng Pha, Lan Thạch                                                                             |

### Mậu Danh
| Thành phố cấp địa khu Mậu Danh quản lí 5 đơn vị hành chính cấp huyện, trong đó quản lí trực tiếp 2 quận và quản lí đại thể 3 thành phố cấp huyện. Các đơn vị hành chính cấp huyện này được chia thành 108 đơn vị hành chính cấp hương, bao gồm 22 nhai đạo và 86 trấn. | |
| Mậu Nam | Nhai đạo |
| Mậu Nam | Hồng Kỳ, Hà Tây, Hà Đông, Lộ Thiên Khoáng, Tân Hoa, Quan Độ, Trạm Tiền |
| Mậu Nam | Trấn |
| Mậu Nam | Kim Đường, Công Quán, Tân Pha, Trấn Thịnh, Ngao Đầu, Mệ Hoa, Cao Sơn, Sơn Các, Dương Giác |
| Điện Bạch | Nhai đạo |
| Điện Bạch | Nam Hải, Cao Địa, Thủy Đông, Điện Hải, Trần Thôn |
| Điện Bạch | Trấn |
| Điện Bạch | Mã Đạp, Lĩnh Môn, Pha Tâm, Thất Kính, Thụ Tử, Sa Viện, Ma Cương, Đán Tràng, Tiểu Lương, Hà Động, Quan Châu, Sa Lang, Hoàng Lĩnh, Vọng Phu, La Khanh, Na Hoắc, Bác Hạ, Lâm Đầu, Điện Thành                                       |
| Cao Châu | Nhai đạo |
| Cao Châu | Thạch Tử Lĩnh, Sơn Mỹ, Kim Sơn, Phan Châu, Bảo Quang |
| Cao Châu | Trấn |
| Cao Châu | Tạ Kê, Tân Động, Vân Đàm, Phân Giới, Căn Tử, Tứ Thủy, Trấn Giang, Sa Điền, Nam Đường, Hà Hoa, Thạch Bản, Đại Tỉnh, Đàm Đầu, Đại Pha, Bình Sơn, Thâm Trấn, Mã Quý, Cổ Đinh, Tào Giang, Hà Đường, Thạch Cổ, Đông Ngạn, Trường Pha |
| Hóa Châu | Nhai đạo |
| Hóa Châu | Hà Tây, Đông Sơn, Hạ Quách, Nam Thịnh, Thạch Loan |
| Hóa Châu | Trấn |
| Hóa Châu | Trường Kỳ, Đồng Khánh, Dương Mai, Lương Quang, Đát Kiều, Lệ Cương, Tân An, Quan Kiều, Lâm Trần, Hợp Giang, Na Vụ, Bá Dương, Bảo Vu, Bình Định, Văn Lâu, Giang Hồ, Trung Động                                                    |
| Tín Nghi | Nhai đạo |
| Tín Nghi | Đông Trấn |
| Tín Nghi | Trấn |
| Tín Nghi | Trấn Long, Thủy Khẩu, Đinh Bảo, Trì Động, Quý Tử, Hoài Hương, Trà Sơn, Hồng Quan, Bạch Thạch, Đại Thành, Tiền Bài, Hợp Thủy, Tân Bảo, Bình Đường, Tư Hạ, Kim Động, Chu Sa, Bắc Giới                                             |

### Triệu Khánh
| Thành phố cấp địa khu Triệu Khánh quản lí 8 đơn vị hành chính cấp huyện, trong đó quản lí trực tiếp 3 quận, 4 huyện và quản lí đại thể 1 thành phố cấp huyện. Các đơn vị hành chính cấp huyện này được chia thành 105 đơn vị hành chính cấp hương, bao gồm 17 nhai đạo, 87 trấn và 1 hương dân tộc. | |
| Đoan Châu | Nhai đạo |
| Đoan Châu | Thành Đông, Thành Tây, Hoàng Cương, Mục Cương |
| Đỉnh Hồ | Nhai đạo |
| Đỉnh Hồ | Khanh Khẩu, Quế Thành, Quảng Lợi |
| Đỉnh Hồ | Trấn |
| Đỉnh Hồ | Vĩnh An, Sa Phổ, Phượng Hoàng, Liên Hoa |
| Cao Yếu | Nhai đạo |
| Cao Yếu | Nam Ngạn |
| Cao Yếu | Trấn |
| Cao Yếu | Hà Đài, Nhạc Thành, Thủy Nam, Lộc Bộ, Tiểu Tương, Đại Loan, Tân Kiều, Bạch Chư, Liên Đường, Hoạt Đạo, Giao Đường, Hồi Long, Bạch Thổ, Kim Độ, Kim Lợi, Hiện Cương        |
| Quảng Ninh | Nhai đạo |
| Quảng Ninh | Nam Nhai |
| Quảng Ninh | Trấn |
| Quảng Ninh | Bài Sa, Đàm Bố, Giang Truân, Loa Cương, Bắc Thị, Khanh Khẩu, Xích Khanh, Tân Hanh, Ngũ Hòa, Hoành Sơn, Mộc Cách, Thạch Trớ, Cổ Thủy, Châu Tử                             |
| Hoài Tập | Nhai đạo |
| Hoài Tập | Hoài Thành, Hạnh Phúc |
| Hoài Tập | Trấn |
| Hoài Tập | Ao Tử, Vấn Lãng, Cam Sái, Phượng Cương, Hiệp Thủy, Lương Thôn, Đại Cương, Cương Bình, Lãnh Khanh, Mã Ninh, Lam Chung, Vĩnh Cố, Thi Động, Kiều Đầu, Trung Châu, Liên Mạch |
| Hoài Tập | Hương dân tộc |
| Hoài Tập | Hạ Soái |
| Phong Khai | Nhai đạo |
| Phong Khai | Giang Khẩu |
| Phong Khai | Trấn |
| Phong Khai | Giang Xuyên, Bạch Cấu, Đại Châu, Ngư Lạo, Hà Nhi Khẩu, Liên Đô, Hạnh Hoa, La Đổng, Trường Cương, Bình Phượng, Nam Phong, Đại Ngọc Khẩu, Đô Bình, Kim Trang, Trường An    |
| Đức Khánh | Nhai đạo |
| Đức Khánh | Đức Thành |
| Đức Khánh | Trấn |
| Đức Khánh | Tân Vu, Hồi Long, Quan Vu, Mã Vu, Cao Lương, Mạc Thôn, Vĩnh Phong, Vũ Lũng, Bá Thực, Phượng Thôn, Duyệt Thành, Cửu Thị                                                   |
| Tứ Hội | Nhai đạo |
| Tứ Hội | Thành Trung, Đông Thành, Trinh Sơn |
| Tứ Hội | Trấn |
| Tứ Hội | Long Phủ, Địa Đậu, Uy Chỉnh, La Nguyên, Kính Khẩu, Đại Sa, Thạch Cẩu, Hoàng Điền, Giang Cốc, Hạ Lữu                                                                      |

### Huệ Châu
| Thành phố cấp địa khu Huệ Châu quản lí trực tiếp 5 đơn vị hành chính cấp huyện, bao gồm 2 quận và 3 huyện. Các đơn vị hành chính cấp huyện này được chia thành 70 đơn vị hành chính cấp hương, bao gồm 22 nhai đạo và 48 trấn. | |
| Huệ Thành | Nhai đạo |
| Huệ Thành | Kiều Đông, Kiều Tây, Giang Nam, Giang Bắc, Long Phong, Hà Nam Ngạn, Huệ Hoàn, Trần Giang, Thủy Khẩu, Tiểu Kim Khẩu                                                 |
| Huệ Thành | Trấn |
| Huệ Thành | Nhữ Hổ, Tam Đống, Đồng Hồ, Lịch Lâm, Mã An, Hoành Lịch, Lô Châu, Đồng Kiều                                                                                         |
| Huệ Dương | Nhai đạo |
| Huệ Dương | Đạm Thủy, Thu Trường, Tam Hòa, Đại Á Loan Úc Đầu, Đại Á Loan Hà Dũng, Đại Á Loan Tây Khu                                                                           |
| Huệ Dương | Trấn |
| Huệ Dương | Sa Điền, Tân Vu, Trấn Long, Vĩnh Hồ, Lương Tỉnh, Bình Đàm |
| Bác La | Nhai đạo |
| Bác La | Dương Nhai, Long Khê |
| Bác La | Trấn |
| Bác La | Thạch Bá, Ma Pha, Quan Âm Các, Công Trang, Dương Thôn, Bách Đường, Thái Mỹ, Hồ Trấn, Trường Ninh, Phúc Điền, Long Hoa, Viên Châu, Thạch Loan, Dương Kiều, Hoành Hà |
| Huệ Đông | Nhai đạo |
| Huệ Đông | Bình Sơn, Đại Lĩnh |
| Huệ Đông | Trấn |
| Huệ Đông | Bạch Hoa, Lương Hóa, Nhẫm Sơn, Thiết Dũng, Bình Hải, Cát Long, Hoàng Phụ, Đa Chúc, An Đôn, Cao Đàm, Bảo Khẩu, Bạch Bồn Châu                                        |
| Long Môn | Nhai đạo |
| Long Môn | Long Thành, Bình Lăng |
| Long Môn | Trấn |
| Long Môn | Ma Trá, Vĩnh Hán, Long Điền, Long Đàm, Địa Phái, Long Hoa, Long Giang                                                                                              |
| Long Môn | Hương dân tộc |
| Long Môn | Lam Điền |

### Mai Châu
| Thành phố cấp địa khu Mai Châu quản lí 8 đơn vị hành chính cấp huyện, trong đó quản lí trực tiếp 2 quận, 5 huyện và quản lí đại thể 1 thành phố cấp huyện. Các đơn vị hành chính cấp huyện này được chia thành 111 đơn vị hành chính cấp hương, bao gồm 7 nhai đạo và 104 trấn. | |
| Mai Giang | Nhai đạo |
| Mai Giang | Giang Nam, Kim Sơn, Tây Giao |
| Mai Giang | Trấn |
| Mai Giang | Tam Giác, Trường Sa, Thành Bắc, Tây Dương |
| Mai Huyện | Nhai đạo |
| Mai Huyện | Tân Thành |
| Mai Huyện | Trấn |
| Mai Huyện | Thành Đông, Thạch Phiến, Mai Tây, Đại Bình, Thạch Khanh, Thủy Xa, Mai Nam, Bính Thôn, Bạch Độ, Tùng Nguyên, Long Văn, Đào Nghiêu, Xa Giang, Nhạn Dương, Tùng Khẩu, Nam Khẩu, Trình Giang, Phù Đại |
| Đại Bộ | Trấn |
| Đại Bộ | Hồ Liêu, Thanh Khê, Tam Hà, Ngân Giang, Châu Thụy, Quang Đức, Đào Nguyên, Bách Hầu, Đại Đông, Đại Ma, Phong Lãng, Trà Dương, Cao Pha, Tây Hà                                                      |
| Phong Thuận | Trấn |
| Phong Thuận | Bắc Đẩu, Thang Tây, Thang Nam, Bộ Trại, Kiến Kiều, Long Cương, Phan Điền, Hoàng Kim, Tiểu Thắng, Sa Điền, Bát Hương Sơn, Phong Lương, Đàm Giang, Thang Khanh, Lưu Hoàng, Đại Long Hoa             |
| Ngũ Hoa | Trấn |
| Ngũ Hoa | Chuyển Thủy, Đàm Hạ, Quách Điền, Song Hoa, Mai Lâm, Hoa Dương, Hoa Thành, Chu Giang, Thủy Trại, Hà Đông, Kỳ Lĩnh, Trường Bố, Hoành Pha, An Lưu, Miên Dương, Long Thôn                             |
| Bình Viễn | Trấn |
| Bình Viễn | Thạch Chính, Bát Xích, Soa Cán, Hà Đầu, Trung Thành, Thượng Cử, Tứ Thủy, Trường Điền, Nhiệt Chá, Đông Thạch, Nhân Cư, Đại Chá                                                                     |
| Tiêu Lĩnh | Trấn |
| Tiêu Lĩnh | Tam Quyến, Văn Phúc, Quảng Phúc, Tân Phô, Lam Phường, Nam Sát, Tiêu Thành, Trường Đàm |
| Hưng Ninh | Nhai đạo |
| Hưng Ninh | Hưng Điền, Phúc Hưng, Ninh Tân |
| Hưng Ninh | Trấn |
| Hưng Ninh | Vĩnh Hòa, Tân Vu, La Phù, La Cương, Hoàng Hòe, Long Điền, Thạch Mã, Ninh Trung, Kính Nam, Nê Pha, Thủy Khẩu, Hoàng Pha, Hợp Thủy, Đại Bình, Diệp Đường, Tân Pha, Điêu Phường                      |

### Sán Vĩ
| Thành phố cấp địa khu Sán Vĩ quản lí 4 đơn vị hành chính cấp huyện, trong đó quản lí trực tiếp 1 quận, 2 huyện và quản lí đại thể 1 thành phố cấp huyện. Các đơn vị hành chính cấp huyện này được chia thành 54 đơn vị hành chính cấp hương, bao gồm 10 nhai đạo và 44 trấn. | |
| Thành | Nhai đạo |
| Thành | Tân Cảng, Hương Châu, Phượng Sơn, Điền Kiền, Đông Châu, Già Lãng, Mã Cung                                                                                                   |
| Thành | Trấn |
| Thành | Hồng Thảo, Đông Dũng, Tiệp Thắng |
| Hải Phong | Trấn |
| Hải Phong | Mai Lũng, Tiểu Mạc, Nga Phụ, Xích Thạch, Hậu (鮜) Môn, Liên An, Đào Hà, Xích Khanh, Đại Hồ, Khả Đường, Hoàng Khương, Bình Đông, Hải Thành, Công Bình, Phụ Thành, Thành Đông |
| Lục Hà | Trấn |
| Lục Hà | Hà Điền, Thủy Thần, Hà Khẩu, Tân Điền, Thượng Hộ, Loa Khê, Đông Khanh, Nam Vạn                                                                                              |
| Lục Phong | Nhai đạo |
| Lục Phong | Đông Hải, Hà Tây, Thành Đông |
| Lục Phong | Trấn |
| Lục Phong | Giáp Tử, Kiệt Thạch, Hồ Đông, Đại An, Bác Mỹ, Nội Hồ, Nam Đường, Pha Dương, Bát Vạn, Kim Sương, Đàm Tây, Giáp Đông, Hà Đông, Thượng Anh, Kiều Trùng, Giáp Tây, Tây Nam      |

### Hà Nguyên
| Thành phố cấp địa khu Hà Nguyên quản lí trực tiếp 6 đơn vị hành chính cấp huyện, bao gồm 1 quận và 5 huyện. Các đơn vị hành chính cấp huyện này được chia thành 101 đơn vị hành chính cấp hương, bao gồm 6 nhai đạo, 94 trấn và 1 hương. | |
| Nguyên Thành | Nhai đạo |
| Nguyên Thành | Thượng Thành, Tân Giang, Đông Bộ, Nguyên Tây, Cao Bộ Cương, Thành Đông |
| Nguyên Thành | Trấn |
| Nguyên Thành | Nguyên Nam, Bộ Tiền |
| Tử Kim | Trấn |
| Tử Kim | Tử Thành, Long Oa, Cửu Hòa, Thượng Nghĩa, Lam Đường, Phượng An, Nghĩa Dung, Cổ Trúc, Lâm Giang, Bách Bộ, Hoàng Đường, Kính Tử, Thủy Đôn, Nam Lĩnh, Tô Khu, Ngõa Khê, Hảo Nghĩa, Trung Bá                                                            |
| Long Xuyên | Trấn |
| Long Xuyên | Lão Long, Nghĩa Đô, Đà Thành, Hạc Thị, Hoàng Bố, Tử Thị, Thông Cù, Đăng Vân, Phong Nhẫm, Tứ Đô, Thiết Tràng, Long Mẫu, Điền Tâm, Lê Trớ, Hoàng Thạch, Xích Quang, Hồi Long, Tân Điền, Xa Điền, Nham Trấn, Ma Bố Cương, Bối Lĩnh, Tế Ao, Thượng Bình |
| Liên Bình | Trấn |
| Liên Bình | Nguyên Thiện, Thượng Bình, Nội Hoàn, Pha Đầu, Khê Sơn, Long Nhai, Điền Nguyên, Du Khê, Trung Tín, Cao Hoàn, Đại Hồ, Tam Giác, Tú Đoạn |
| Hòa Bình | Trấn |
| Hòa Bình | Dương Minh, Đại Bá, Trường Đường, Hạ Xa, Thượng Lăng, Ưu Thắng, Bối Đôn, Cổ Trại, Bành Trại, Hợp Thủy, Công Bạch, Thanh Châu, Lợi Nguyên, Nhiệt Thủy, Đông Thủy, Lễ Sĩ, Lâm Trại                                                                    |
| Đông Nguyên | Trấn |
| Đông Nguyên | Tiên Đường, Đăng Tháp, Lạc Hồ, Thuyền Đường, Thuận Thiên, Thượng Hoàn, Tằng Điền, Liễu Thành, Nghĩa Hợp, Lam Khẩu, Hoàng Điền, Diệp Đàm, Hoàng Thôn, Khang Hòa, Tích Tràng, Tân Cảng, Song Giang, Giản Đầu, Tân Hồi Long, Bán Giang                 |
| Đông Nguyên | Hương |
| Đông Nguyên | Chương Khê |

### Dương Giang
| Thành phố cấp địa khu Dương Giang quản lí 4 đơn vị hành chính cấp huyện, trong đó quản lí trực tiếp 2 quận, 1 huyện và quản lí đại thể 1 thành phố cấp huyện. Các đơn vị hành chính cấp huyện này được chia thành 48 đơn vị hành chính cấp hương, bao gồm 10 nhai đạo và 38 trấn. | |
| Giang Thành | Nhai đạo |
| Giang Thành | Nam Ân, Thành Nam, Thành Bắc, Trung Châu, Thành Đông, Cương Liệt, Thành Tây, Bạch Sa                                                                      |
| Giang Thành | Trấn |
| Giang Thành | Phụ Tràng, Bình Cương, Áp Pha, Song Tiệp |
| Dương Đông | Trấn |
| Dương Đông | Đông Thành, Bắc Quán, Na Long, Đông Bình, Nhã Thiều, Đại Câu, Tân Châu, Hợp Sơn, Đường Bình, Đại Bát, Hồng Phong                                          |
| Dương Tây | Trấn |
| Dương Tây | Chức Cống, Trình Thôn, Đường Khẩu, Thượng Dương, Khê Đầu, Sa Bái, Nho Động, Tân Vu                                                                        |
| Dương Xuân | Nhai đạo |
| Dương Xuân | Xuân Thành, Hà Tây |
| Dương Xuân | Trấn |
| Dương Xuân | Hà Lãng, Tùng Bách, Thạch Vọng, Xuân Loan, Hợp Thủy, Pha Diện, Khuê Cương, Vĩnh Ninh, Mã Thủy, Cương Mỹ, Hà Khẩu, Đàm Thủy, Tam Giáp, Song Diếu, Bát Giáp |

### Thanh Viễn
| Thành phố cấp địa khu Thanh Viễn quản lí 8 đơn vị hành chính cấp huyện, trong đó quản lí trực tiếp 2 quận, 2 huyện, 2 huyện tự trị và quản lí đại thể 2 thành phố cấp huyện. Các đơn vị hành chính cấp huyện này được chia thành 85 đơn vị hành chính cấp hương, bao gồm 5 nhai đạo, 77 trấn và 3 hương dân tộc. | |
| Thanh Thành | Nhai đạo |
| Thanh Thành | Phượng Thành, Đông Thành, Châu Tâm, Hoành Hà |
| Thanh Thành | Trấn |
| Thanh Thành | Nguyên Đàm, Long Đường, Thạch Giác, Phi Lai Hạp |
| Thanh Tân | Trấn |
| Thanh Tân | Thái Hòa, Thái Bình, Sơn Đường, Tam Khanh, Long Cảnh, Hòa Vân, Tẩm Đàm, Thạch Đàm |
| Phật Cương | Trấn |
| Phật Cương | Thạch Giác, Thủy Đầu, Thang Đường, Long Sơn, Cao Cương, Kính Đầu |
| Dương Sơn | Trấn |
| Dương Sơn | Thanh Liên, Giang Anh, Đỗ Bộ, Thất Củng, Thái Bình, Dương Mai, Đại Lương, Tiểu Giang, Lĩnh Bối, Hoàng Bộn, Lê Phụ, Dương Thành |
| Dương Sơn | Hương dân tộc |
| Dương Sơn | Xứng Giá |
| Liên Sơn | Trấn |
| Liên Sơn | Vĩnh Hòa, Cát Điền, Thái Bảo, Hòa Động, Phúc Đường, Tiểu Tam Giang, Thượng Soái |
| Liên Nam | Trấn |
| Liên Nam | Tam Giang, Đại Mạch Sơn, Trại Cương, Tam Bài, Qua Thủy, Đại Bình, Hương Bình |
| Anh Đức | Nhai đạo |
| Anh Đức | Anh Thành |
| Anh Đức | Trấn |
| Anh Đức | Sa Khẩu, Vọng Phụ, Hoành Thạch, Kiều Đầu, Thanh Đường, Bạch Sa, Đại Trạm, Tây Ngưu, Cửu Long, Hàm Quang, Đại Loan, Thạch Hôi Phô, Thạch Cổ Đường, Hạ Thạch Thái, Ba La, Hoành Thạch Đường, Đại Động, Liên Giang Khẩu, Lê Khê, Thủy Biên, Anh Hồng, Đông Hoa, Hoàng Hoa |
| Liên Châu | Trấn |
| Liên Châu | Liên Châu, Tinh Tử, Đại Lộ Biên, Long Bình, Tây Ngạn, Bảo An, Phong Dương, Đông Pha, Cửu Pha, Tây Giang |
| Liên Châu | Hương dân tộc |
| Liên Châu | Dao An, Tam Thủy |

### Đông Hoản
| Thành phố cấp địa khu Đông Hoản được chia ra thành 32 đơn vị hành chính cấp hương, bao gồm 4 nhai đạo và 28 trấn. |
| Nhai đạo |
| Đông Thành, Nam Thành, Vạn Giang, Hoản Thành |
| Trấn |
| Thạch Kiệt, Thạch Long, Trà Sơn, Thạch Bài, Xí Thạch, Hoàng Lịch, Kiều Đầu, Tạ Cương, Đông Khanh, Thường Bình, Liêu Bộ, Chương Mộc Đầu, Đại Lãng, Hoàng Giang, Thanh Khê, Đường Hạ, Phượng Cương, Đại Lĩnh Sơn, Trường An, Hổ Môn, Hậu Nhai, Sa Điền, Đạo Khiếu, Hồng Mai, Ma Dũng, Vọng Ngưu Đôn, Trung Đường, Cao Phụ |

### Trung Sơn
| Thành phố cấp địa khu Trung Sơn được chia ra thành 24 đơn vị hành chính cấp hương, bao gồm 6 nhai đạo và 18 trấn.                                                                       |
| Nhai đạo |
| Thạch Kỳ, Đông Khu, Trung Sơn Cảng, Tây Khu, Nam Khu, Ngũ Quế Sơn |
| Trấn |
| Tiểu Lãm, Hoàng Phố, Dân Chúng, Đông Phượng, Đông Thăng, Cổ Trấn, Sa Khê, Thản Châu, Cảng Khẩu, Tam Giác, Hoành Lan, Nam Đầu, Phụ Sa, Nam Lãng, Tam Hương, Bản Phù, Đại Dũng, Thần Loan |

### Triều Châu
| Thành phố cấp địa khu Triều Châu quản lí trực tiếp 3 đơn vị hành chính cấp huyện, bao gồm 2 quận và 1 huyện. Các đơn vị hành chính cấp huyện này được chia thành 50 đơn vị hành chính cấp hương, bao gồm 9 nhai đạo và 41 trấn. | |
| Tương Kiều | Nhai đạo |
| Tương Kiều | Tương Kiều, Tây Hồ, Kim Sơn, Thái Bình, Nam Xuân, Tây Tân, Kiều Đông, Thành Tây, Phượng Tân |
| Tương Kiều | Trấn |
| Tương Kiều | Ý Khê, Lân Khê, Thết Phô, Quan Đường |
| Triều An | Trấn |
| Triều An | Cổ Hạng, Đăng Đường, Phượng Đường, Phù Dương, Long Hồ, Kim Thạch, Sa Khê, Thải Đường, Đông Phượng, Am Phụ, Giang Đông, Quy Hồ, Văn Từ, Phượng Hoàng, Xích Phượng, Phong Khê                                                        |
| Nhiêu Bình | Trấn |
| Nhiêu Bình | Hoàng Cương, Thượng Nhiêu, Nhiêu Dương, Tân Phong, Kiến Nhiêu, Tam Nhiêu, Tân Đường, Thang Khê, Phù Tân, Phù Sơn, Đông Sơn, Tân Vu, Chương Khê, Tiền Đông, Cao Đường, Liên Nhiêu, Sở Thành, Đại Trình, Chá Lâm, Tỉnh Châu, Hải Sơn |

### Yết Dương
| Thành phố cấp địa khu Yết Dương quản lí 5 đơn vị hành chính cấp huyện, trong đó quản lí trực tiếp 2 quận, 2 huyện và quản lí đại thể 1 thành phố cấp huyện. Các đơn vị hành chính cấp huyện này được chia thành 83 đơn vị hành chính cấp hương, bao gồm 20 nhai đạo, 61 trấn và 2 hương. | |
| Dung Thành | Nhai đạo |
| Dung Thành | Dung Hoa, Tân Hưng, Trung Sơn, Tây Mã, Đông Hưng, Dung Đông, Tiên Kiều, Mai Vân, Đông Thăng, Đông Dương                                                                  |
| Dung Thành | Trấn |
| Dung Thành | Ngư Hồ, Pháo Đài, Địa Đô, Đăng Cương |
| Yết Đông | Nhai đạo |
| Yết Đông | Khúc Khê, Bàn Đông |
| Yết Đông | Trấn |
| Yết Đông | Vân Lộ, Ngọc Diếu, Tích Tràng, Tân Hanh, Ngọc Hồ, Bộ Điền, Lâm Bàn, Nguyệt Thành, Bạch Tháp, Long Vĩ, Quế Lĩnh                                                           |
| Yết Tây | Nhai đạo |
| Yết Tây | Hà Bà |
| Yết Tây | Trấn |
| Yết Tây | Long Đàm, Nam Sơn, Ngũ Kinh Phú, Kinh Khê Viên, Hôi Trại, Tháp Đầu, Đông Viên, Phượng Giang, Miên Hồ, Kim Hòa, Đại Khê, Tiền Khanh, Bình Thượng, Ngũ Vân, Thượng Sa      |
| Yết Tây | Hương |
| Yết Tây | Lương Điền |
| Huệ Lai | Trấn |
| Huệ Lai | Huệ Thành, Hoa Hồ, Tiên Am, Tĩnh Hải, Chu Điền, Tiền Chiêm, Thần Tuyền, Đông Lũng, Kỳ Thạch, Long Giang, Khê Tây, Ngao Giang, Đông Cảng, Quỳ Đàm                         |
| Phổ Ninh | Nhai đạo |
| Phổ Ninh | Lưu Sa Đông, Lưu Sa Nam, Lưu Sa Tây, Lưu Sa Bắc, Trì Vĩ, Liệu Nguyên, Đại Nam Sơn                                                                                        |
| Phổ Ninh | Trấn |
| Phổ Ninh | Xích Cương, Đại Bá, Hồng Dương, Nam Khê, Quảng Thái, Kỳ Lân, Nam Kính, Chiêm Lũng, Quân Phụ, Hạ Giá Sơn, Cao Bộ, Vân Lạc, Đại Bình, Thuyền Bộ, Mai Lâm, Lý Hồ, Mai Đường |
| Phổ Ninh | Hương |
| Phổ Ninh | Hậu Khê |

### Vân Phù
| Thành phố cấp địa khu Vân Phù quản lí 5 đơn vị hành chính cấp huyện, trong đó quản lí trực tiếp 2 quận, 2 huyện và quản lí đại thể 1 thành phố cấp huyện. Các đơn vị hành chính cấp huyện này được chia thành 63 đơn vị hành chính cấp hương, bao gồm 8 nhai đạo và 55 trấn. | |
| Vân Thành | Nhai đạo |
| Vân Thành | Vân Thành, Cao Phong, Hà Khẩu, An Đường |
| Vân Thành | Trấn |
| Vân Thành | Yêu Cổ, Tư Lao, Tiền Phong, Nam Thịnh |
| Vân An | Trấn |
| Vân An | Lục Đô, Cao Thôn, Bạch Thạch, Trấn An, Phú Lâm, Thạch Thành, Đô Dương |
| Tân Hưng | Trấn |
| Tân Hưng | Tân Thành, Xa Cương, Thủy Đài, Nhẫm Thôn, Đông Thành, Thái Bình, Lý Động, Đại Giang, Thiên Đường, Hà Đầu, Lặc Trúc, Lục Tổ                                                |
| Úc Nam | Trấn |
| Úc Nam | Đô Thành, Bình Đài, Quế Vu, Thông Môn, Kiến Thành, Bảo Châu, Đại Phương, Thiên Quan, Đại Loan, Hà Khẩu, Tống Quế, Đông Bá, Liên Than, Lịch Động, Nam Giang Khẩu           |
| La Định | Nhai đạo |
| La Định | La Thành, Tố Long, Phụ Thành, Song Đông |
| La Định | Trấn |
| La Định | La Kính, Thái Bình, Phân Giới, La Bình, Thuyền Bộ, Mãn Đường, Bình Đường, Kim Kê, Vi Để, Hoa Thạch, Đàm Tân, Lê Thiếu, Sinh Giang, Liên Châu, Tứ Luân, Gia Ích, Long Loan |